# СІЗО КДБ Білорусі
Слідчий ізолятор КДБ Білорусі (також відомий як «Внутрішня тюрма КДБ» і під розмовним терміном «Американка») — слідчий ізолятор, розташований у внутрішньому дворі будівлі КДБ Білорусі на пр. Незалежності, 17, призначений для утримання осіб, чия діяльність загрожує державній безпеці Республіки Білорусь.

## Історія
В'язницю було побудовано в 1923-році для внутрішніх потреб білоруського ОДПУ, пізніше її використовували Державне політичне управління, Народний комісаріат внутрішніх справ, Міністерство державної безпеки та Комітет державної безпеки БРСР. Свою назву «Американка» отримала через дизайн Паноптикум, в дусі якого побудовані в'язниці в Сполучених Штатах.
У 1946 році будівлю було реконструйовано після війни. До 1953 року будівля поряд з Піщаловським замком була одним із місць, де виконували смертні вироки. Зокрема в період сталінських репресій в ніч з 29 на 30 жовтня 1937 року в підвалі будівлі було розстріляно 52 діячів культури і науки БРСР, звинувачених в антирадянській діяльності.
З 1991 року це приміщення використовує КДБ Білорусі.